# Kosmos 703
O Kosmos 703 (em russo: Космос 558), também chamado de DS-P1-Yu Nº 74, foi um satélite artificial soviético lançado em 21 de Janeiro de 1975 através de um foguete Kosmos-2I a partir do Cosmódromo de Plesetsk.

## Características
O Kosmos 703 foi o septuagésimo quarto membro da série de satélites DS-P1-Yu e o sexagésimo sétimo lançado com sucesso após o fracasso dos lançamentos do segundo, do vigésimo terceiro, do trigésimo segundo, do quadragésimo, do quadragésimo quarto, do quinquagésimo quarto e do septuagésimo membros da série. Sua missão era auxiliar sistemas antissatélites e antimíssil soviéticos.
O Kosmos 703 foi injetado em uma órbita inicial de 1430 km de apogeu e 197 km de perigeu, com uma inclinação orbital de 81,9 graus e um período de 101,2 minutos. Reentrou na atmosfera terrestre em 20 de novembro de 1975.